# Птушинський Юрій Григорович
Юрій Григорович Птушинський (29 листопада 1927, Київ — 29 травня 2014, Київ, Україна) — український вчений у галузі фізичної електроніки, фізики поверхні та фізики вакууму, доктор фізико-математичних наук, професор. Член-кореспондент Національної академії наук України (з 29 березня 1978 року).

## Біографія
Народився 29 листопада 1927 року в місті Києві. До німецько-радянської війни навчався в середній школі, а після відвоювання Києва у 1944 році — в Київському матеріальногосподарчому технікумі Міністерства шляхів сполучення. У 1946 році склав іспити на атестат зрілості у вечірній школі робочої молоді і вступив на фізичний факультет Київського державного університету імені Т. Г. Шевченка. Після закінчення університету в 1951 році навчався в аспірантурі Інституту фізики АН УРСР. В цьому науковому закладі пройшов шлях від молодшого наукового співробітника до завідувача відділу адсорбційних явищ та заступника директора з наукової роботи (до 1989 року).
У 1955 році захистив кандидатську дисертацію, яка була присвячена дослідженню дифузійних процесів у катодах з оксидними плівками, у 1971 році — докторську.

## Наукова, громадська і педагогічна діяльність
Дослідження науковця переважно присвячені вивченню адсорбційної взаємодії різних речовин із поверхнями тугоплавких металів. Він експериментально довів, зокрема, що атоми срібла в умовах надвисокого вакууму на атомарно чистій поверхні молібдену конденсуються. Вивчив ефект різкого зменшення адсорбційної здатності вольфраму під час нанесення на його поверхню іонізуючих домішок.
Був депутатом Райради народних депутатів Московського району Києва, у 1980–1990 роках — членом комітету народного контролю УРСР, входив до складу наукових рад АН СРСР з фізичної електроніки та фізики, хімії і механіки поверхні, був членом редколегії журналу «Поверхность». Активно працює в наукових радах, комітетах, комісіях, є заступником голови спеціальної ради із захисту дисертацій.
Підготував трьох докторів і вісім кандидатів наук.

## Відзнаки
Заслужений діяч науки і техніки України (з 1998 року), лауреат лауреат Державної премії СРСР у галузі науки і техніки (за 1988 рік), Державної премії України у галузі науки і техніки (2008; за цикл наукових праць «Адсорбовані шари на поверхні перехідних металів: структура, електронні процеси, тертя, кінетика формування, каталіз»), премії імені академіка А. Ф. Прихотько НАН України (за 2003 рік), нагороджений орденом Трудового Червоного Прапора (1988).